# UCAS (Universities & Colleges Admissions Service)
UCAS (Universities & Colleges Admissions Service) ist die zentralisierte unabhängige Stelle, welche im Vereinigten Königreich die Vergabe beinahe aller Erststudienplätze organisiert. Sie wird zwar oft mit der Zentralen Vergabestelle für Studienplätze gleichgesetzt, jedoch liegt bei UCAS keinerlei Entscheidungskraft über den Erfolg einer Bewerbung.

## Bewerbungsprozess – Bewerben an einer englischen Universität
Da praktisch alle Institutionen in England, Schottland und Wales bei UCAS registriert sind, bewirbt man sich für eine britische Hochschule standardmäßig über UCAS. Um dies zu tun, füllt der Bewerber via Internet einen Bewerbungsbogen aus und füllt diesen außer mit persönlichen Angaben, seiner Kurswahl, seinen erreichten Noten sowie dem Personal Statement, eine Art Bewerbungsschreiben, welches in der gleichen Form an alle 5 möglichen Kurswahlen weitergeleitet wird. Bewerbungen müssen im Allgemeinen vor dem 15. Januar (Datum kann sich ändern!) des Jahres abgeschickt werden, in dem der Studiengang beginnen soll.
Besonderheiten gelten für angehende Medizinstudenten: Diese müssen sich bis zum 15. Oktober (Datum kann abweichen) beworben haben und auch nur vier verschiedene Kursoptionen wählen. Kunst- und Design-Studenten können sich bis zum März bewerben und nehmen Route B in Anspruch. Dort (nur für Art und Design) muss man eine Präferenz aussprechen und wird nach absteigender Präferenz an Universitäten weitergeleitet.
An den sehr selektiven Universitäten in Oxford und Cambridge („Oxbridge“) gilt ein leicht anderes Verfahren als eine gewöhnliche Bewerbung. Oxbridge-Kandidaten dürfen sich nur für Oxford ODER Cambridge entscheiden. Eine Bewerbung für beide Universitäten ist unzulässig, da andernfalls die Unis mit vielen Absagen zu kämpfen hätten. Um außerdem das Oxbridge-Auswahlverfahren (mit Interviews etc.) zu ermöglichen, ist der Bewerbungsschluss für diese Kurse auch der 15. Oktober.
Eine normale Bewerbung kostet £23 pro Bewerber, falls man sich für mehr als einen Kurs bewirbt (Stand: 2015). Für Oxbridge Bewerbungen fallen weitere Gebühren an, welche man außerhalb UCAS zahlen muss.
Nach Vervollständigung der Bewerbung wird diese erst an einen Schulangestellten weitergeleitet, der dann Empfehlungsschreiben und Noten an die Bewerbung digital anhängt. Anschließend wird die nun komplette Bewerbung in derselben Fassung an alle 5 Optionen versendet, die unabhängig voneinander eine Entscheidung fällen, ob der Kandidat aufgenommen wird oder nicht. Dies kann auch eine Einladung zu einem Interview oder einem open day beinhalten. Finale Entscheidungen werden an UCAS gesendet und können vom Bewerber via Internet abgerufen werden.
Wenn man sich bis zum 15. Januar beworben hat, kann man mit einer Entscheidung bis Ende März rechnen. Diese können entweder definitiv sein (wenn die erforderte Leistung (z. B. A-level) erreicht wurde) oder konditionell (z. B. erreiche Noten AAA in den Juni-Examen – falls der Bewerber sich vor Abschluss der Schullaufbahn bewirbt (in GB normal) ).
Bis zu einer Frist müssen Bewerber auf Angebote reagieren, sofern sie welche bekommen haben.
- 1) UF (Unconditional Firm, no Insurance offer)
- 2) CF (Conditional Firm, no Insurance offer)
- 3) CF + UI (Conditional Firm + Unconditional Insurance)
- 4) CF + CI (Conditional Firm + Conditional Insurance)
- 1) Sollten sie ein festes Angebot annehmen, haben sie sich zu diesem Kurs verpflichtet.
- 2) Sie nehmen ein konditionelles Angebot an. Wenn sie diese Konditionen erfüllen, sind sie zu diesem Kurs verpflichtet andernfalls fallen sie unter Clearing (siehe unten).
- 3) Sie nehmen ein konditionelles Angebot an. Wenn sie diese Konditionen erfüllen, sind sie zu diesem Kurs verpflichtet andernfalls sind sie zu einem festen Angebot verpflichtet.
- 4) Sie nehmen ein konditionelles Angebot an. Wenn sie diese Konditionen erfüllen, sind sie zu diesem Kurs verpflichtet andernfalls sind sie zu einem zweiten konditionalen Angebot verpflichtet.

Unter besonderen Umständen (Tod eines Freundes, Krankheit etc.) kann es sein, dass die Universität den Kandidaten trotz nicht erfüllter Bedingungen akzeptiert (gilt auch bei sehr knapp verfehlten Konditionen).
Die endgültige Aufnahme erfolgt, nachdem die A-level-Ergebnisse verfügbar sind.
Sollte ein Bewerber vor den Examenergebnissen kein Angebot haben, kann er sich zu weiteren Kursen bewerben, kann jedoch nur noch die Plätze bekommen, welche von der ersten Bewerbungsserie nicht in Anspruch genommen wurden.
Für Bewerber, die keinen Platz erhalten haben, bietet UCAS als sinnvolle Option für diese Person Kurse (z. B. IT-Kurse) an.

### Personal statement
Das Personal Statement ist ein wichtiger Bestandteil der Bewerbung, da es den Instituten eine Einschätzung des Bewerbers erlaubt. Er sollte in diesem Schreiben seine Motivation und Fähigkeiten darlegen. Dazu hat er jedoch nur 4000 Zeichen (inkl. Leerzeichen) und 47 Zeilen Platz. In letzter Zeit gibt es einige Diskussionen, eine Datenerklärung einzufügen, da die Bewerber sich nicht verpflichten, dieses wichtige Stück selber zu schreiben. So entstand ein reger Markt von Anbietern, die beim Schreiben helfen.

### Qualifikationen
Konditionelle Angebote werden auf Ergebnisse folgender Prüfungen ausgegeben:
- AS and A-levels (only the highest level achieved may be counted)
- Vocational AS and A-levels (sometimes called ASVCE and AVCE), as well as the Double Award AVCE
- Scottish qualifications (Highers, Advanced Highers etc.)
- BTEC National Awards, Certificates and Diplomas
- OCR National Certificates, Diplomas and Extended Diplomas
- CACHE Diplomas
- Art and Design Foundation Diplomas
- Leaving Certificate (Established) - Republic of Ireland
- Welsh Baccalaureate Core
- Advanced Placement Exams
- Advanced Extension Awards
- Core Skills
- Key Skills Qualification
- Free-standing Mathematics Qualifications
- Certificate in Financial Studies
- Associated Board of the Royal Schools of Music, Trinity Guildhall and London College of Music practical and theoretical music qualifications (Grades 6–8)
- International Baccalaureate (2008 entry and later)
- HK-A level
- IELTS TOEFL und andere
- sowie alle Europäischen Abschlüsse darunter auch das Abitur

## Belege
1. ↑  Kurse kann man frei von allen Instituten wählen, auch für verschiedene Kurse derselben Uni. Bis 1994 musste ein Bewerber vor der Entscheidung der Universität seinen Kurswahlen Präferenzen zuordnen. Seit 2004 ist dies nicht mehr der Fall und alle 5 Optionen werden gleich behandelt, da auch garantiert ist, dass keine Uni über die anderen Kurswahlen des Kandidaten Bescheid weiß.
2. ↑  UCAS Apply information (Memento des Originals vom 22. September 2007 im Internet Archive)  Info: Der Archivlink wurde automatisch eingesetzt und noch nicht geprüft. Bitte prüfe Original- und Archivlink gemäß Anleitung und entferne dann diesen Hinweis.
3. ↑  Studential guide (Memento vom 29. Oktober 2007 im Internet Archive)